# علی بارانی
 علی بارانی ، روستایی است از توابع بخش گهواره و در شهرستان دالاهو استان کرمانشاه ایران.

## جمعیت
این روستا در دهستان قلخانی قرار داشته و بر اساس سرشماری سال ۱۳۸۵ جمعیت آن (۴۱خانوار) ۲۲۳نفر 
بوده‌است و شغل اغلب مردم این روستا کشاورزی و دامداری می‌باشد .